# Spermacoce pazensis
Spermacoce pazensis är en måreväxtart som först beskrevs av Elsa Leonor Cabral och Nélida María Bacigalupo, och fick sitt nu gällande namn av Ined.. Spermacoce pazensis ingår i släktet Spermacoce och familjen måreväxter.
Artens utbredningsområde är Bolivia. Inga underarter finns listade i Catalogue of Life.